# Isolobodon
Isolobodon là một chi động vật có vú trong họ Capromyidae, bộ Gặm nhấm. Chi này được J. A. Allen miêu tả năm 1916. Loài điển hình của chi này là Isolobodon portoricensis J. A. Allen, 1916.

## Các loài
Chi này gồm các loài:
- Isolobodon montanus
- Isolobodon portoricensis